# Episodi di Fuoriclasse (prima stagione)
La prima stagione della serie televisiva Fuoriclasse è stata trasmessa in Italia dal 23 gennaio al 21 febbraio 2011 su Rai 1.
| nº | Titolo                      | Prima TV Italia  |
| -- | --------------------------- | ---------------- |
| 1  | La candidata                | 23 gennaio 2011  |
| 2  | La vendetta di Lobascio     | 23 gennaio 2011  |
| 3  | I pagellini                 | 30 gennaio 2011  |
| 4  | Gli ispettori               | 30 gennaio 2011  |
| 5  | Studenti a rischio          | 6 febbraio 2011  |
| 6  | I fannulloni                | 6 febbraio 2011  |
| 7  | La ministra                 | 13 febbraio 2011 |
| 8  | In gita scolastica          | 13 febbraio 2011 |
| 9  | Il soccorso dello psicologo | 20 febbraio 2011 |
| 10 | Promossi e bocciati         | 20 febbraio 2011 |
| 11 | L'esame di stato            | 21 febbraio 2011 |
| 12 | Passamaglia al bivio        | 21 febbraio 2011 |

## La candidata
- Diretto da: Riccardo Donna
- Scritto da:

### Trama
Un nuovo anno scolastico è alle porte.
Isa è felice di tornare al lavoro per dimenticare il tradimento di Riccardo, anche se è molto nervosa perché Michele continua a punzecchiarla sul fatto che suo padre è meno distratto di lei. 
Al Liceo Caravaggio fervono i preparativi per l'inizio del nuovo anno. La nuova preside, suor Clotilde, accorda uno scambio di classi tra la Zara e Isa: a quest'ultima, che ha sempre insegnato al biennio, stavolta tocca il triennio. Questa decisione trova il suo disappunto, in quanto esso è più impegnativo e sperava di potersi dedicare maggiormente a Michele. Non solo: Isa è costretta a cambiare il suo progetto teatrale sulla Costituzione perché Broccoletti ha scelto un tema, Del Piero, molto più attraente per gli studenti. Isa sceglie come nuovo argomento la moralità sessuale, facendo arrabbiare la preside per l'ovvia scabrosità del tema agli occhi di una suora: quindi, la professoressa decide di rinunciare definitivamente a presentare un progetto.
A scuotere ulteriormente gli animi della scuola contribuisce l'arrivo di Soratte, un ragazzo molto aggressivo che si iscrive al triennio e pretende di non finire nella sezione A di Lobascio, preferendo la B dove insegna Zara (senza sapere dello scambio). Questo porta ad un primo contrasto tra i due che avevano già litigato in precedenza, quando con una manovra avventata Soratte aveva rubato il parcheggio a Isa. Quest'ultimo riga la macchina dell'insegnante, la quale ritiene responsabile Vivaldi anche se poi parlandoci emerge che non è stato lui. Isa riesce ad ottenere che Michele, iscritto alla prima superiore, sia assegnato alla classe della fidata Mittolò e non a Lobascio.
Un'altra impellenza dell'istituto è la nomina del nuovo vicepreside, incarico che da quattro anni è ricoperto da Lobascio. Mittolò candida Isa che viene però sconfitta per un solo voto e la preside, per mantenere una situazione di equilibrio, decide di astenersi. Il nervosismo di Isa raggiunge il culmine quando rompe il televisore di casa sua perché ha visto un servizio dove è stato intervistato Riccardo a fare baldoria su un'isola tropicale in compagnia dell'amante.
Tiburzio scopre che Silvia è tornata a scuola dimagrita di ben diciassette chili e va a correre con lei, anche se reggere il suo ritmo di corsa non è affatto semplice.
- Ascolti Italia: telespettatori 7.983.000 - share 27,41%[1]

## La vendetta di Lobascio
- Diretto da: Riccardo Donna
- Scritto da:

### Trama
La scuola comincia e ad Isa sono assegnate due classi: la III B e la V B. In terza ci sono due nuovi studenti: Soratte ed Ermir, un ragazzo straniero che ha difficoltà con la lingua; invece, in quinta c'è un solo nuovo arrivo, Zanotto. 
Gli studenti della quinta, in particolare Petrocelli e Tiburzio, si rivolgono a Vivaldi per riavere la professoressa Zara, sostenendo che sia dannoso un cambio di docente durante l'anno della maturità.
Le preoccupazioni di Isa sono rivolte anche verso Michele che, oltre ad aver fatto un brutto test d'ingresso, si è candidato alle elezioni studentesche nella lista di Petrocelli e Tiburzio. Quando trova una cartolina di Riccardo stracciata, Isa capisce che Michele non ha ancora superato la fuga del padre.
Nonostante la vittoria nelle elezioni, Tiburzio decide di ritirarsi perché quest'anno dovrà studiare molto per la maturità; per quanto riguarda i laboratori, vince come previsto quello di Broccoletti su Del Piero.
A scuola arriva Del Bosco, un giovane insegnante di storia e filosofia al suo primo incarico, che la preside assegna ad Isa per seguirlo come tutor.
Lobascio vuole vendicarsi su Isa che ha cercato di screditarlo alle elezioni del vicepreside e mette zizzania tra lei e la Zara, sostenendo che Isa pensi sia un'incompetente.
Mittolò si lamenta con la preside per il sovraffollamento della sua classe e si decide che deve essere smembrata: Lobascio riesce a far passare Michele alla classe della Zara, confidando che lo tratti male in virtù delle bugie che le ha raccontato.
Il ragazzo chiede ad Isa di iscriverlo in un'altra scuola ma, di fronte al rifiuto della madre, il ragazzo scende dalla macchina e scappa via disperato.
- Ascolti Italia: telespettatori 6.902.000 - share 28,30%[1]

## I pagellini
- Diretto da: Riccardo Donna
- Scritto da:

### Trama
La scuola è sempre più dura per Isa che sta seriamente pensando di lasciare il posto da insegnante per andare al Ministero degli Esteri; anche Lobascio è pressato dalla moglie affinché lasci la scuola per entrare nell'azienda diretta dal cognato.
Soratte continua a dare problemi ad Isa, acuiti dal fatto che il ragazzo è innamorato di Silvia Murialdi che però si è fidanzata con Tiburzio.
Zara informa Isa che il pagellino di Michele sarà molto negativo e le consiglia di seguirlo di più, ma la donna le risponde in malo modo perché non vuole sentirsi giudicata.
Vivaldi regala ad Isa un televisore nuovo, ma Michele non gradisce il regalo perché sua madre si è dovuta far aiutare da altri per accontentarlo.
Alla consegna dei pagellini, la madre di Silvia si lamenta dello scarso rendimento dei figli e accusa Soratte ed Ermir di rallentare l'apprendimento degli altri, soprattutto di allievi capaci come Frasca.
All'incontro si presenta anche lo zio di Soratte, il quale racconta la tragica storia del ragazzo che è sopravvissuto ad un incidente stradale nel quale sono morti i genitori e due fratelli.
La preside gli promette che faranno di tutto per integrarlo e poi comunica ai soli insegnanti che il Ministero dell'Istruzione invierà degli ispettori e, qualora la rilevazione sortisse risultati negativi, la scuola sarebbe chiusa.
A sera tarda, mentre Isa è rimasta a scuola per compilare una lettera da mandare al Ministero degli Esteri, Soratte si intrufola nella sala insegnanti per scassinare il cassetto della Cappoli e rubarle il registro, così come gli aveva chiesto di fare Broccoletti.
- Ascolti Italia: telespettatori 6.276.000 - share 21,01%[2]

## Gli ispettori
- Diretto da: Riccardo Donna
- Scritto da:

### Trama
Il Liceo Caravaggio è in allerta per la visita degli ispettori ministeriali.
Mentre gli insegnanti sistemano i loro registri, gli studenti puliscono i locali dell'istituto.
Il pagellino di Michele è disastroso: il ragazzo non ha nemmeno una sufficienza e accusa sua madre del fatto che la Zara lo odi per colpa sua.
Isa spera che gli studenti non le facciano fare brutta figura, ma non sa come spiegare perché Soratte ed Ermir non abbiano valutazioni.
Intanto, Isa è perseguitata dalla segretaria di Riccardo perché lo studio sta andando a rotoli: l'insegnante le risponde che lei non può farci nulla.
Lobascio rifiuta la proposta del cognato di entrare nella sua azienda perché la scuola ha bisogno di lui e soltanto lì può comandare qualcuno.
Mittolò aiuta Polillo con i certificati medici degli studenti e tra i due sembra nascere un'intesa, tanto che Polillo la invita a passare una domenica in campagna.
Vivaldi è contattato telefonicamente e viene informato che lui e sua moglie possono adottare un bambino: in realtà, Vivaldi ha finto di essere sposato per poter adottare.
Tiburzio finge di avere mal di stomaco per andare in bagno e tirare fuori dal condotto di aerazione dei sacchetti di droga, nascondendoli poi nella borsa di Bellotto.
L'intenzione di Tiburzio era recuperarli una volta che la visita degli ispettori fosse finita: quello che non sa è che Bellotto è partita per il Marocco e non tornerà prima della ripresa delle lezioni a gennaio.
In realtà, la droga è stata recuperata da Soratte che l'ha presa in un momento di agitazione quando ha fatto cadere Bellotto dalla sedia a rotelle.
Tiburzio, che non sa nulla dell'accaduto, è preoccupato per cosa potrebbe succedere a Bellotto se alla dogana la trovassero in possesso della droga.
Gli ispettori restano complessivamente soddisfatti della scuola e si accingono a controllare i registri dei professori.
Broccoletti non sa che Soratte è venuto meno agli accordi presi e gli ha rubato il registro, rimettendo a posto quello della Cappoli, che viene elogiata per la sua precisione.
- Ascolti Italia: telespettatori 5.874.000 - share 23,04%[2]

## Studenti a rischio
- Diretto da: Riccardo Donna
- Scritto da:

### Trama
La scuola riprende dopo le vacanze natalizie. La preside avverte Lobascio che la relazione finale degli ispettori è tutt'altro che positiva e intende puntare molto sulle pre-iscrizioni dei futuri studenti.
Riccardo è tornato a casa per trascorrere le feste con Michele, facendo arrabbiare Isa perché dovrebbe aiutare il figlio a migliorare il proprio rendimento scolastico in vista della fine del quadrimestre.
Come se non bastasse Riccardo insulta la Zara, accusandola di essere una donna frustrata che sfoga la sua rabbia su Michele.
Isa vede Tiburzio in compagnia di due uomini che tentano di picchiarlo, ma il ragazzo non vuole spiegarne il perché.
Zanotto scopre la verità e la spiega ad Isa: Tiburzio è in combutta con due spacciatori che rivogliono la droga che Tiburzio ha perso.
Isa ritiene opportuno informare preside e polizia, ma Zanotto crede che così facendo Tiburzio passerebbe dei guai: allora Isa informa Vivaldi che ha l'ex cognato poliziotto.
Soratte sembra essere stranamente cambiato: non solo si è fatto interrogare da Isa, ma ha anche regalato un costoso diadema a Murialdi.
Soratte si fa accompagnare da Mambua dagli spacciatori per consegnargli la droga e, di fronte agli insulti razzisti dei due uomini nei confronti di Mambua, Soratte li picchia: Isa, che passava di lì in macchina con Vivaldi, aiuta i due allievi a scappare e Soratte getta vicino ai due uomini i sacchetti di droga.
La madre della ragazza non vuole che accetti il regalo, così Murialdi lo nasconde nella palestra della scuola.
Frasca mostra i primi segni della sua omosessualità perché si sta innamorando del professor Del Bosco e, vista Murialdi nascondere il diadema nella palestra, glielo porta via.
Petrocelli aiuta il professor Gunardo con il documento sulla classe da presentare alla maturità: Ciarella si preoccupa per il modo in Gunardo guarda Petrocelli.
La stessa Petrocelli scappa disperata quando Gunardo le dichiara di trovarla carina e che lei non dovrebbe perdere tempo con i ragazzi della sua età, mentre le servirebbe un uomo maturo proprio come lui.
Durante la loro gita domenicale in campagna, Mittolò e Polillo si sono fidanzati.
Riccardo liquida la segretaria e riceve la proposta della sua amante Martina di trasferirsi a Roma per diventare socio del padre in un rinomato studio dentistico della Capitale.
Riccardo parte all'improvviso informando solo Isa, alla quale tocca l'ingrato compito di spiegarlo a Michele.
- Ascolti Italia: telespettatori 5.703.000 - share 19,22%[3]

## I fannulloni
- Diretto da: Riccardo Donna
- Scritto da:

### Trama
Il Liceo Caravaggio organizza una giornata di open-day, ma i risultati non sono soddisfacenti: soltanto sette genitori hanno compilato i moduli di pre-iscrizione.
La preside, nel frattanto tormentata dal ritorno di un vecchio amore, decide di cambiare strategia e ordina a Lobascio di mandare i professori a tenere conferenze nelle scuole medie della zona.
L'unico insegnante disponibile è Broccoletti che, distratto come al solito, manda il tecnico dei distributori a parlare al posto suo, con l'effetto di convincere molti ragazzi ad iscriversi al Caravaggio.
Mittolò si offre di dare ripetizioni a Michele per aiutarlo a recuperare, anche perché adesso Zara lo accusa di fare assenze strategiche per saltare le verifiche: in realtà, Michele soffre la nuova partenza del padre del quale non riesce ad avere l'indirizzo.
Del Bosco raccoglie il malcontento degli studenti di terza nei confronti di Gunardo, che ha valutato insufficiente tutta la classe meno Frasca.
Del Bosco punta proprio su Frasca per esporre al consiglio d'istituto questa problematica, ma il ragazzo si tira indietro nel momento in cui Soratte scopre che è gay perché, alla ricerca del diadema di Murialdi, gli ha trovato un kit di trucchi nella borsa.
Isa scopre che Gunardo infastidisce Petrocelli, la quale intanto si è fidanzata con Zanotto: il docente si lancia in violente invettive contro gli studenti, accusati di essere dei buoni a nulla che meritano di essere bocciati.
Tiburzio cerca di tornare insieme a Murialdi, ma la ragazza è rimasta scottata dalla storia della droga ed è corteggiata da Soratte: Murialdi ammette che gli sta diventando simpatico, ma anche che tra loro due non ci potrà mai essere una storia.
Vivaldi continua a rimandare con varie scuse la pratica dell'adozione, mentre Mittolò sorprende Polillo a baciarsi con la madre di Murialdi, senza sapere che è stata la donna a farsi avanti.
- Ascolti Italia: telespettatori 5.268.000 - share 19.50%[3]

## La ministra
- Diretto da: Riccardo Donna
- Scritto da:

### Trama
La ministra dell'istruzione Caletta verrà in visita al Liceo Caravaggio per presentare un articolo che la professoressa Zara ha pubblicato su una rivista.
Da quando è a ripetizione da Mittolò, Michele è migliorato molto ma nella pagella del primo quadrimestre è ancora insufficiente nelle materie della Zara.
Isa va a parlarle e ancora una volta ci litiga, in quanto Zara non vuole ammettere che sta scaricando tutto l'astio nei suoi confronti sul povero Michele.
Isa decide di mantenere una promessa e consegna a Michele il nuovo indirizzo del padre a Roma.
Michele gli scrive una lettera, che Isa ha modo di leggere, nella quale il ragazzo accusa il padre di non aver mai cercato il perdono di sua madre e di essere caduto troppo facilmente nella tentazione di una giovane amante: Michele non ha il coraggio di imbucare la lettera e la butta via.
Gli studenti della terza stanno decidendo dove andare in gita: Vivaldi propone ad Isa come destinazione Saint-Vicent, dove si assegnerà un importante premio dello spettacolo perché Ermir è innamorato di Viola, attrice della soap Un posto al sole.
In quinta gli studenti si lamentano della decisione di rimpiazzare il professor Gunardo, assente per esaurimento nervoso, con la Sangallo nel ruolo di coordinatrice di classe.
Dubitando della sua esperienza, Tiburzio e Ciarella vanno a parlarle per chiederle di rinunciare all'incarico in favore di Isa: la Sangallo reagisce scappando via in lacrime.
Soratte rassicura Frasca dicendogli che manterrà il suo segreto, ma gli consiglia di parlarne anche ad Isa: secondo Isa dovrebbe dirlo ai suoi genitori, ma Frasca ha paura della loro reazione e confida anche di essere innamorato del professor Del Bosco.
Il giorno dei colloqui con i genitori, Vivaldi si reca all'appuntamento per l'adozione; Mittolò non vuole perdonare Polillo e fa di tutto per evitarlo.
La preside è perseguitata da Ottavio, il nuovo manutentore dei distributori, e racconta ad Espedito come sono andate le cose: lei, da novizia, aveva conosciuto Ottavio in carcere e intercesso per farlo uscire di prigione durante il giorno e trovargli un lavoro, salvo poi sparire perché temeva di essersi innamorata di lui.
Naturalmente, suor Clotide vuole che Espedito mantenga questa storia per sé.
Durante la conferenza con la ministra, Isa interrompe l'intervento di Zara perché sta denigrando Michele e con un discorso sull'importanza dei giovani viene applaudita. La ministra si ricorda di essere stata sua compagna di classe.
Durante il discorso di Isa, Michele e Frasca confessano i loro sentimenti rispettivamente a Mittolò e Del Bosco.
- Ascolti Italia: telespettatori 5.905.000 - share 19.90%[4]

## In gita scolastica
- Diretto da: Riccardo Donna
- Scritto da:

### Trama
Da quando si è scoperto che è intima con la ministra Caletta, Isa viene trattata in modo diverso dai colleghi.
Zara, che fino al giorno prima tartassava Michele, adesso ha cominciato a dargli voti alti; inoltre, Isa è esentata dall'accompagnare la terza in gita.
Mittolò fa vedere ad Isa il bigliettino d'amore mandatole da Michele, ma la tranquillizza perché la ritiene una cotta passeggera.
Su pressione della Cappoli, Isa decide di rinunciare al privilegio di stare a casa e la sostituisce come accompagnatrice alla gita assieme a Vivaldi, Del Bosco, Sangallo e Broccoletti.
In gita succede il finimondo: gli studenti sono cacciati da un castello perché non rispettano le rigide regole imposte da una guida e, una volta giunti alla premiazione, scoprono che la serata delle fiction era il giorno prima.
Ermir ha comunque modo di incontrare Viola e restituirle un fermacapelli che aveva perso nella sua stanza.
Frasca discute con Del Bosco che gli consiglia di aspettare a dichiararsi omosessuale, in quanto è normale a quell'età credere di essere attratti dagli uomini.
Senza seguire il consiglio, ma deciso anzi a rivelare la sua natura ai compagni, Frasca si traveste da donna per la festa: Soratte, venuto a sapere cosa vuole fare, chiede aiuto ad Isa e lo accompagnano travestiti per non farlo sentire in imbarazzo.
La notizia che Frasca è gay è un duro colpo per Sibilla, che da sempre lo corteggiava venendo regolarmente respinta.
Broccoletti scatta a tutti delle fotografie in pose imbarazzanti e le invia a Lobascio, che le mostra alla preside con gioia repressa.
Suor Clotilde, consigliata da Tiburzio, assume un investigatore privato per liberarsi di Ottavio, il quale pretende dei soldi per rifarsi una vita.
Rivelata l'indagine ad Ottavio, la suora riesce a levarselo di torno e per sdebitarsi con gli studenti di quinta accetta la loro richiesta di nominare Isa coordinatrice di classe al posto della Sangallo.
- Ascolti Italia: telespettatori 5.534.000 - share 21.91%[4]

## Il soccorso dello psicologo
- Diretto da: Riccardo Donna
- Scritto da:

### Trama
Michele trova sotto il termosifone la lettera del Ministero degli Esteri e che si era dimenticato di consegnare a Isa. Non sapendo cosa fare la consegna al professor Vivaldi perché si prenda lui la colpa al suo posto.
Isa si arrabbia perché le rimane pochissimo tempo per studiare in vista dell'esame, ciò la costringe a levatacce ogni mattina per potersi preparare.
Isa nota che molti studenti sono agitati in vista della fine dell'anno e li segnala allo psicologo della scuola.
Lobascio mostra a Michele la foto scattata da Broccoletti a sua madre e Vivaldi in gita, facendolo infuriare perché non vuole una nuova intrusione nella sua vita familiare.
Polillo escogita uno stratagemma per tornare insieme a Mittolò, incastrandosi nel bagagliaio della macchina per farsi aiutare da lei: la strategia funziona.
Bellotto si lamenta di come viene trattata dalla donna dei servizi sociali, da lei soprannominata arpia.
Soratte manifesta più di una volta l'intenzione di ucciderla ed Isa si preoccupa quando per qualche giorno non la vede accompagnare Bellotto a scuola.
Al suo ritorno l'arpia risulta stranamente cambiata e Bellotto racconta ad Isa che è stata aggredita da un ragazzo straniero: Isa capisce subito che si tratta di Ermir, il quale ha voluto coprire Soratte.
Ciarella è convinta di non venire ammessa all'esame perché il suo rendimento scolastico è decisamente peggiorato e decide di non andare più a scuola per lavorare nel bar del padre; Tiburzio la convince a tornare a scuola per affrontare l'eventuale bocciatura, per poi scoprire che entrambi sono ammessi all'esame di maturità.
- Ascolti Italia: telespettatori 6.572.000 - share 22.25%[5]

## Promossi e bocciati
- Diretto da: Riccardo Donna
- Scritto da:

### Trama
Isa sostiene l'esame orale per il Ministero degli Esteri di fronte alla commissione che le comunicherà il responso più avanti.
Vivaldi fornisce l'indirizzo della casa di Isa all'ispettore per le adozioni, chiedendo alla collega di fingersi sua moglie: la commedia non va a buon fine.
Confidandosi con Mittolò, Vivaldi le spiega che non vuole più adottare un figlio perché è molto legato a Michele e spera che lui ed Isa lo accolgano nella loro famiglia.
Professori e studenti si affrontano nella tradizionale partita di pallavolo di fine anno, vinta dagli studenti per 16 a 14.
Isa è contenta perché Michele ha giocato una buona partita ed è portato in trionfo dai compagni; non è dello stesso avviso Lobascio, il quale voleva che Soratte ed Ermir facessero vincere la loro squadra.
I professori si riuniscono per gli scrutini della terza: Lobascio ottiene la bocciatura di Soratte ed Ermir, trovando il disappunto di Isa che abbandona lo scrutinio amareggiata.
Isa non riesce a contattare la ministra Caletta e Lobascio tenta di spingere Zara a vendicarsi bocciando Michele, ma Vivaldi, che ha ascoltato la loro conversazione, interviene e diffida Zara dal bocciare un ragazzo solo per vendetta personale, e poi affronta Lobascio, mettendolo con le spalle al muro e minacciandolo di fargliela pagare se cercherà di nuovo di prendersela con Isa e Michele.
La preside viene a sapere da una sua conoscenza nel Ministero che la scuola sarà chiusa ed è dispiaciuta perché ormai si è affezionata all'istituto.
Gli studenti organizzano una festa nel cortile della scuola per celebrare la fine dell'anno scolastico: mentre Tiburzio parla con Murialdi, Ciarella, che se ne è invaghita, bacia Zanotto per ingelosirlo. Petrocelli però assiste alla scena e scappa in lacrime, rincorsa dall'incolpevole Zanotto.
- Ascolti Italia: telespettatori 5.896.000 - share 23.85%[5]

## L'esame di stato
- Diretto da: Riccardo Donna
- Scritto da:

### Trama
Quando apprende della sua bocciatura, Soratte frantuma le bacheche e scaraventa Lobascio e Isa a terra, dicendo a quest'ultima che si sente tradito anche da lei.
La scena è ripresa e messa su YouTube da Broccoletti: il caso diventa oggetto d'interesse dei giornali ed Isa, intervistata da una giornalista, dichiara che in fondo lei capisce la reazione di Soratte.
Gunardo torna a scuola per prendere parte assieme ad Isa e Vivaldi al comitato di valutazione che deve decidere la definitiva assunzione di Del Bosco.
Volendo vendicarsi dei colleghi che lo hanno obbligato a mettersi in malattia, Gunardo fa di tutto per rimandare Del Bosco, ma Isa ed Enzo glielo impediscono e il giovane è assunto definitivamente. Per ripicca, Gunardo, dopo averli insultati un'ultima volta, annuncia di stare per andarsene per poter iniziare a dirigere un ufficio al Provveditorato, ma la preside arriva e lo smentisce, spiegando che in realtà Gunardo se ne sta andando perché licenziato, e che tutto ciò che andrà a fare l'odioso, ormai ex, professore di scienze sarà un misero incarico da timbracarte, senza nessuna futura prospettiva di carriera.
Si insedia la commissione dell'esame di maturità: Isa, Vivaldi e Del Bosco sono i membri interni, mentre il presidente di commissione è un severissimo professore che adora mettere gli studenti in difficoltà.
Tutti gli studenti sono promossi, anche se Tiburzio deve soffrire perché il presidente fa di tutto per bocciarlo; mentre attendono di essere interrogati, Ciarella aiuta Petrocelli a rimettersi con Zanotto.
La madre di Murialdi non accetta che la figlia abbia tre debiti e attacca duramente i professori, rei a suo dire di favorire alunni teoricamente più deboli come Bellotto.
Murialdi non parte per le vacanze con i genitori e si ritrova a scuola con i compagni per preparare gli esami di riparazione: l'occasione è propizia per scusarsi con Laura per il comportamento avuto da sua madre.
La preside non intende cedere alla realtà dei fatti e mobilita numerosi preti per ottenere donazioni ed iscrizioni di nuovi studenti.
Vivaldi parla con Michele dicendogli che la promozione se l'è meritata e non c'è stata alcuna raccomandazione da parte né sua né di sua madre; inoltre, Vivaldi si dice disposto a lasciar perdere Isa se lui non lo vorrà nella sua famiglia.
Isa si ingelosisce nel vedere Vivaldi civettare con la professoressa De Luise, uno dei commissari esterni, e capisce che è innamorata di lui: i due, finalmente dopo tanti anni, si baciano.
- Ascolti Italia: telespettatori 7.165.000 - share 23.78%[6]

## Passamaglia al bivio
- Diretto da: Riccardo Donna
- Scritto da:

### Trama
Isa, Vivaldi e Michele sono a Finale Ligure per trascorrere le vacanze.
Vivaldi si informa attraverso una conoscenza al Ministero degli Esteri e viene a sapere che Isa ha ottenuto il posto.
Isa decide di festeggiare, ma durante la vacanza è continuamente tartassata dagli altri bagnanti che la riconoscono subito come insegnante.
Riccardo raggiunge Isa per far firmare i documenti del divorzio ad Isa soprattutto per recuperare il rapporto con Michele: Riccardo promette al figlio che sarà più presente nella sua vita.
Soratte ed Ermir si recano a Finale Ligure in compagnia di Murialdi e Sibilla, che nel frattempo sono diventate le loro fidanzate, per salutare Isa.
Ciarella e Tiburzio partono insieme sul camion della gelateria del padre della ragazza, ma Ciarella sbaglia a prendere l'uscita e si perdono nel nulla.
Con molta fatica i due ragazzi arrivano al mare e si dichiarano i loro sentimenti.
Alla numerosa comitiva si aggiunge anche Lobascio, che non ne può più di essere perseguitato dalla moglie che continua a rinfacciargli il rifiuto della proposta di lavoro del cognato e delle moine dei figli.
Isa ha un lungo dibattito con Soratte perché cerca di fargli capire che a scuola si va per imparare e non perché c'è l'insegnante simpatica. Soratte ha dapprima una delle sue ormai classiche reazioni di nervoso ma poi comunica a Isa che si reiscriverà comunque.
Isa capisce che è troppo legata al suo lavoro per lasciarlo e, quando comunica agli studenti che ha deciso di rinunciare all'incarico, viene festeggiata da tutti.
Ma c'è un motivo in più per festeggiare: il Liceo Caravaggio ha ottenuto un anno di proroga e non sarà chiuso.
- Ascolti Italia: telespettatori 6.990.000 - share 25.74%[6]